# Dehio Wien Innere Stadt 2003
Das Dehio-Handbuch – Die Kunstdenkmäler Österreichs – Wien – Innere Stadt erschien 2003 zur Inneren Stadt von Wien in der vom Bundesdenkmalamt begonnenen neuen österreichischen Dehio-Serie. 1993 ging der Band zu den Vorstädten voraus, wie 1996 zu den Vororten.

## Allgemeines
Das Handbuch verzeichnet Denkmäler im Sinne des § 1 des Denkmalschutzgesetzes – also unbewegliche und bewegliche Gegenstände von geschichtlicher, künstlerischer und sonstiger kultureller Bedeutung –, allerdings unabhängig von einem öffentlichen Interesse an der Erhaltung. Einerseits ist der Dehio ein Hilfsmittel der Denkmälerforschung, andererseits ein Kunstführer, wie er auch die Wertschätzung für die Kunst- und Kulturdenkmäler in die Breite tragen soll.
Beim Beginn der Bearbeitung war 1993 klar, dass ein Kurzinventar bei einem jahrtausendealten Siedlungsbereich und beim jahrhundertelangen politisch-kulturellen Zentrum des Habsburgerreiches in Mitteleuropa und bei der außerordentlichen Qualität der Bausubstanz und Kunstsubstanz nicht genügt und dass vertiefte und neue Forschungen notwendig sind. Die Bestandsaufnahmen mit neuen Entdeckungen und in vielen Fällen mit einer Revision der Erkenntnisse führten zu einer universitären Projektgruppe unter der Leitung von Mario Schwarz, welcher die Bausubstanz der Profanarchitektur vom Fundament bis zum aufgehenden Mauerwerk für die Zeit ab 1200 fixieren konnte.
Unterstützt wurden die Bearbeiter und Bearbeiterinnen von Gertrud Mras, Renate Kohn und Richard Perger zu den Inschriften des Mittelalters und der frühen Neuzeit. Hans Böker trug Untersuchungsergebnisse zur Baugeschichte von St. Stephan bei. Annemarie Fenzl, Johann Weißensteiner, Hiltigund Schreiber gaben Hilfe seitens der Erzdiözese Wien. Weitere Angaben waren von Karl Schütz zu den Orgeltexten, von Doris Schön und Paul Mitchell zur Datierung von mittelalterlichem Mauerwerk, von Christoph Serentschy zu laufenden Restaurierungen, von Ludwig Varga und von Gernot Wisser.
Vom Bundesdenkmalamt gab Georg Rizzi Hinweise zur barocken Architektur, vom Landeskonservat für Wien Eva-Maria Höhle und Barbara Neubauer sowie Friedrich Dahm. Weiters gaben Hinweise Christa Farka zu Bodendenkmalen, Johann Offenberger zu Grabungsergebnissen in St. Stephan, Manfred Koller, Norbert Gauss, Johann Scheifele, Géza Hajós, Andreas Lehne.

## Nennung
- Dehio Wien. I. Bezirk – Innere Stadt Bearbeitet von Günther Buchinger, Gerd Pichler – Sibylle Grün, Ulrike Knall-Brskovsky, Dagmar Redl, Judith Schöbel, Eckart Vancsa, Margareta Vyoral-Tschapka. Beiträge von Christa Farka, Martha Fingernagel, Norbert Gauss, Géza Hajós, Elisabeth Oberhaidacher. Verlag Berger, Horn/Wien 2003, ISBN 3-85028-366-6.